# Ківшоватська сільська рада
| Ківшоватська сільська рада — колишній орган місцевого самоврядування у Таращанському районі Київської області з адміністративним центром у с. Ківшовата. Сільській раді були підпорядковані населені пункти: - с. Ківшовата - с. Маковецьке |

## Склад ради
Рада складалася з 15 депутатів та голови.

### Керівний склад ради
| ПІБ                         | Основні відомості                                                                  | Дата обрання | Дата звільнення |
| --------------------------- | ---------------------------------------------------------------------------------- | ------------ | --------------- |
| Сергієнко Анатолій Іванович | Сільський голова, 1957 року народження, освіта, член Соціалістичної партії України | 26.03.2006   | 31.10.2010      |
| Сергієнко Анатолій Іванович | Сільський голова, 1957 року народження, освіта вища, член Партії регіонів          | 31.10.2010   |                 |

Примітка: таблиця складена за даними джерела